# Ictonychinae
Los guloninos (Ictonychinae) son una subfamilia de mamíferos de la familia Mustelidae. Se distribuyen por Eurasia, África y América.

## Géneros
Se reconocen los siguientes:
- Galictis
- Ictonyx
- Lyncodon
- Poecilogale
- Vormela

Además, se conocen fósiles como Pannonictis, Martellictis, Enhydrictis o Cernictis